# Феодосій Манявський
Феодосій Манявський (? — 24 вересня, 1629, Манявський Скит, Манява) — святий преподобний ігумен Манявського Скита, один з його засновників.

## Життєпис

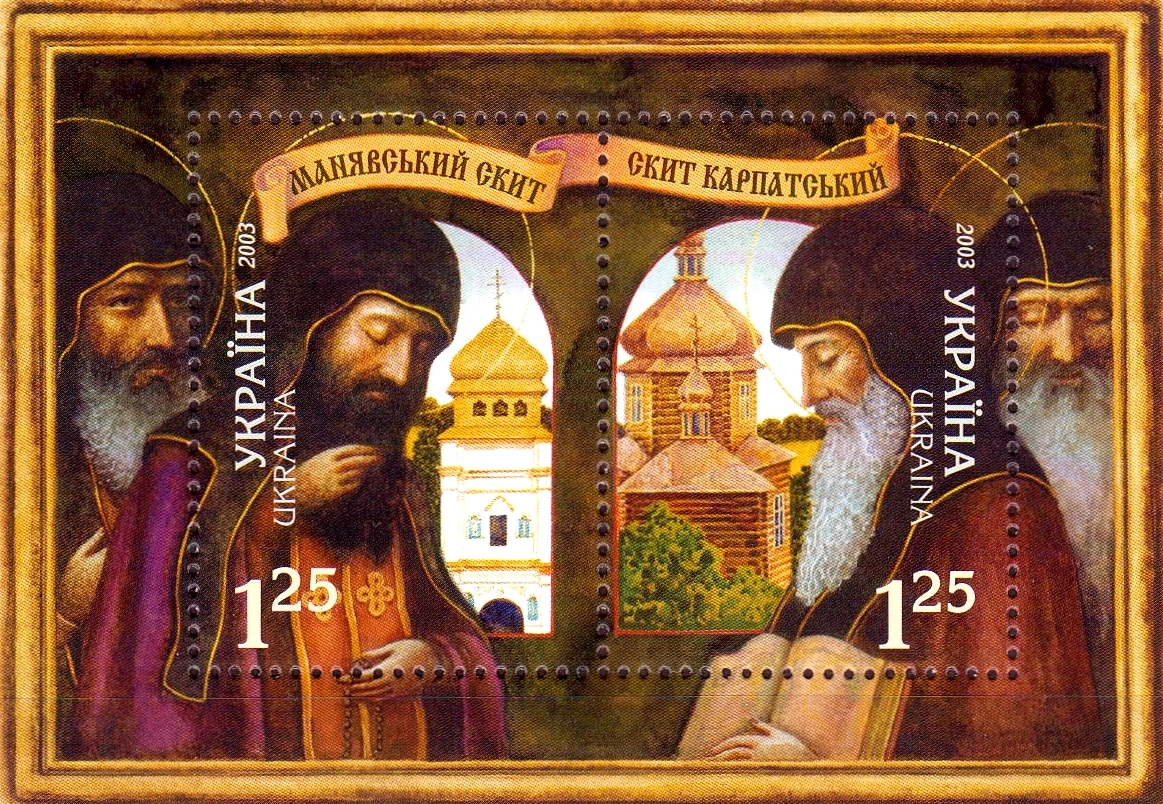
Святі Йов та Феодосій Манявські, засновники Манявського скита

До преподобного Йова, засновника Манявського Скита, в 1608 р. прийшов ієродиякон Феодосій, якого отець Йов відразу виокремив серед інших, бачачи в ньому велику ревність і смирення. З молодих років преподобний Феодосій намагався благодогодити Господу незлобливістю і доброчесним життям, виконанням заповідей Христових через відмову від мирської суєти й тимчасових насолод.
За благословенням Божим і допомогою христолюбців в усамітненому місці, подібного на острів, було збудовано монастир і до свята Воздвижения Чесного Хреста в 1612 р. було освячено монастирський храм. У всіх монастирських трудах і потребах ієродиякон Феодосій був невтомним помічником преподобного Йова, а коли той, бажаючи поклонитися преподобним і богоносним отцям Антонію і Феодосію та іншим Києво-Печерським преподобним, пішов на якийсь час у Київ, то залишив отця Феодосія ігуменом зі словами: «Будь пастирем і духівником нашим, тобі належить бути ігуменом, а я буду тобі допомагати, доки буду жити».
Будучи суворим подвижником, преподобний Феодосій мужньо перетерпів труднощі свого часу — гоніння на православних від єзуїтів, які не послабили його благочестя, а навпаки, піднесли його. Він мудро керував обителлю, збільшуючи число її братій та дбаючи про її належне облаштування. Під його керівництвом у скиту була побудована велика соборна Воздвиженська церква, а скит від Константинопольського патріарха Тимофія отримав ставропігію.
Наприкінці 1621 р. засновник Манявської обителі 70-літній Йов занедужав і після нетривалої хвороби 29 грудня 1621 р. переселився в небесні оселі. Був похований у притворі соборного храму.
Преподобний ігумен Феодосій продовжував благочестиво керувати життям братії, а в 1628 р. взяв участь у скликаному Першому соборі Київської митрополії після унії православним митрополитом Київським, Галицьким і всієї Русі Йовом Борецьким у Золотоверхому Михайлівському монастирі в Києві.
Преподобний Феодосій жив, як ангел Божий, серед братії, подаючи приклад благочестя. Чутки про його суворе і доброчесне життя поширилися по Карпатах, Галичині, Волині й Буковині, Молдавії та Румунії. Духовний авторитет і благочестиве життя ігумена Феодосія з братією викликали до них велику повагу з боку інших православних монастирів у воєводствах Руському, Белзькому та Подільському. Вони всі визнали над собою зверхність Скита Манявського, а преподобного Феодосія, за зразком Афону, нарекли своїм протом. Митрополит Київський, святитель Петро Могила писав про обитель Манявську так: Якщо хочете побачити слуг Божих у людській подобі, то підіть у Карпати, де своїм служінням двісті ангелів у людській плоті присвятили життя Богу.

## Відхід у вічність
Облаштувавши так не тільки життя своєї обителі, а й багатьох монастирів Київської митрополії, преподобний Феодосій в 1629 р. із миром відійшов до Господа, а тіло його було покладене поруч із чесними останками його наставника преподобного Йова.

## Канонізація
15 липня 2004 року УПЦ КП приєднала преподобних Йова і Феодосія Манявських до лику святих для загального церковного вшанування і занесла їхні імена в Православний церковний календар. їхні мощі зберігаються у Воздвиженській соборній церкві.

## Пам'ять
Пам'ять преподобного Йова Манявського вшановується 29 грудня, преподобного Феодосія Манявського — 24 вересня. Спільна пам'ять преподобних отців Йова і Феодосія Манявських святкується 7 липня.

## Див. теж
- Манявський скит
- Йов (Княгиницький)
- Манява
- Києво-Печерські святі